# قلعة خليلة (بربرود الشرقي)
قلعة خلیلة (بالفارسية: قلعه خلیله) هي قرية تقع في إيران في قسم بربرود الشرقي الریفي. يقدر عدد سكانها بـ 132 نسمة بحسب إحصاء 2016.